# Filatima angustipennis
Filatima angustipennis is een vlinder uit de familie tastermotten (Gelechiidae). De wetenschappelijke naam is voor het eerst geldig gepubliceerd in 1961 door Sattler.
De soort komt voor in Europa.